# Calle Sarmiento
La Calle Sarmiento (Rúa Sarmiento en gallego) es una calle de la ciudad española de Pontevedra situada en pleno centro histórico de la ciudad.

## Origen del nombre
La calle toma el nombre de Fray Martín Sarmiento (1695-1772), escritor y erudito que pasó su infancia y parte de su juventud en Pontevedra. El Padre Sarmiento estudió de niño en el antiguo colegio jesuita de la calle que lleva su nombre.

## Historia
La calle Sarmiento es una de las calles más antiguas de Pontevedra, documentada ya en 1437 en el libro del Concello Vello. Era el eje principal del casco antiguo pontevedrés junto a la calle Isabel II en torno al cual se estructuraron otras calles secundarias formando un ejemplo clásico de villa medieval con plano en espina de pez.
En la Edad Media el tramo donde se localiza el pazo de García Flórez hasta la calle Gregorio Fernández se denominaba calle de Nuño Fatel y formaba parte de la última ampliación de la muralla de la ciudad realizada en el siglo XV. El otro tramo de la calle se denominaba calle de la Feria. La entrada en el recinto amurallado de los viajeros procedentes de Castilla se realizaba por la calle Sarmiento, a través de la puerta de Santa Clara o Rochaforte de la muralla de Pontevedra.
En 1561 parte de la calle conservaba todavía el nombre de Nuño Fatel, que desapareció en el siglo siguiente, quedando englobado dentro del nombre genérico de Feria Vieja, denominación con la que se identificaba la plaza de la Verdura.
A partir de 1653 la calle recibió el nombre de calle de la Compañía, hecho motivado por la construcción del colegio de la Compañía de Jesús en su tramo final y la instalación de los jesuitas en él. En 1854 la calle pasó a denominarse definitivamente calle Sarmiento.

## Descripción
La calle Sarmiento sigue un eje oeste-este y se encuentra localizada entre la calle Real y la confluencia de las calles Cobián Roffignac y Padre Amoedo. Su trazado transcurre por el lado norte de las plazas de Méndez Núñez y de la Verdura. 
Es una calle peatonal empedrada de 290 metros de longitud, con un trazado ligeramente sinuoso y una suave pendiente hacia  el centro del trazado, en pleno centro del casco antiguo de Pontevedra. En ella confluyen calles como Don Gonzalo, César Boente, Figueroa o Pasantería. Su anchura media es de 3,60 metros. 
Es la calle transversal de oeste a este más importante del casco antiguo de la ciudad junto con la calle Isabel II. En ella se encuentran diferentes establecimientos comerciales, establecimientos hoteleros y edificios monumentales como la iglesia de San Bartolomé, el colegio de la Compañía de Jesús, el pazo de García Flórez perteneciente al museo de Pontevedra o el palacete ecléctico decimonónico de Bernardo López Abadín en el solar de la antigua casa de la familia Bermúdez de Castro conocida como casa de la Misericordia.

## Edificios destacados
En la calle Sarmiento destaca la iglesia barroca de San Bartolomé, construida entre 1695 y 1714, por la Compañía de Jesús, según los planos de la Iglesia del Gesù de Roma. Es la iglesia del Colegio anexo a ella que los jesuitas poseyeron en la ciudad entre 1650 y 1767. Es uno de los pocos ejemplos existentes de la arquitectura barroca italiana en Galicia, con la que se introdujo el barroco internacional. En su fachada, las 6 grandes columnas dóricas, las torres y el frontón superior son características del barroco jesuita. En ella se encuentra también el escudo de armas de la familia Pimentel y en la parte superior un gran escudo de la Corona de Castilla en piedra.
Al lado de la iglesia de San Bartolomé se localiza el colegio de la Compañía, también barroco. En el exterior, el edificio de dos pisos presenta una larga y sobria fachada de granito con numerosas ventanas simétricas, a la que posteriormente se añadió la parte más cercana a la calle Cobián Roffignac. Destaca la puerta adintelada de la esquina contigua a la iglesia, que está decorada con placas y pilastras y sobre ella hay un gran escudo de España tallado en piedra en un medallón.
El Pazo de García Flórez es un pazo barroco del siglo XVIII situado entre la calle Sarmiento y la plaza de la Leña. La fachada principal de la calle Sarmiento tiene un pórtico de tres arcos sobre grandes columnas. En el primer piso se abren tres puertas, rodeadas en su parte inferior por volutas, y en el segundo dos puertas con balcones que se prolongan hasta las fachadas adyacentes, entre las que se encuentra un gran escudo de piedra coronado por un gran yelmo, originalmente dorado y policromado, rodeado por cinco medallones. En el interior del escudo están representados los linajes de los Estévez, Suárez, Fariña y Flórez. En las esquinas de la parte superior de la fachada hay dos gárgolas.
En el número 43 de la calle se encuentra el palacete de Bernardo López Abadín, de estilo ecléctico afrancesado del siglo XIX. Muchos de sus elementos decorativos fueron traídos de París como las carpinterías interiores, los vidrios impresos, las escayolas o los herrajes. El palacete fue diseñado por el arquitecto Ricardo de Arístegui en 1870 y fue promovido por Manuel Durán. En el exterior destacan las galerías en las fachadas, la cornisa de la parte superior con motivos circulares y la chimenea. En el interior el vestíbulo da acceso a una escalera iluminada por un lucernario piramidal precedida por una puerta enrejada de fundición. En una de las camas con dosel del palacete durmió la reina Victoria Eugenia en una visita a Pontevedra.
En la parte oeste de la calle, la casa del número 8 data del siglo XVII y tiene en la fachada del piso superior un escudo de armas con los linajes de los Moscoso y de los Mendoza.

## Galería de imágenes

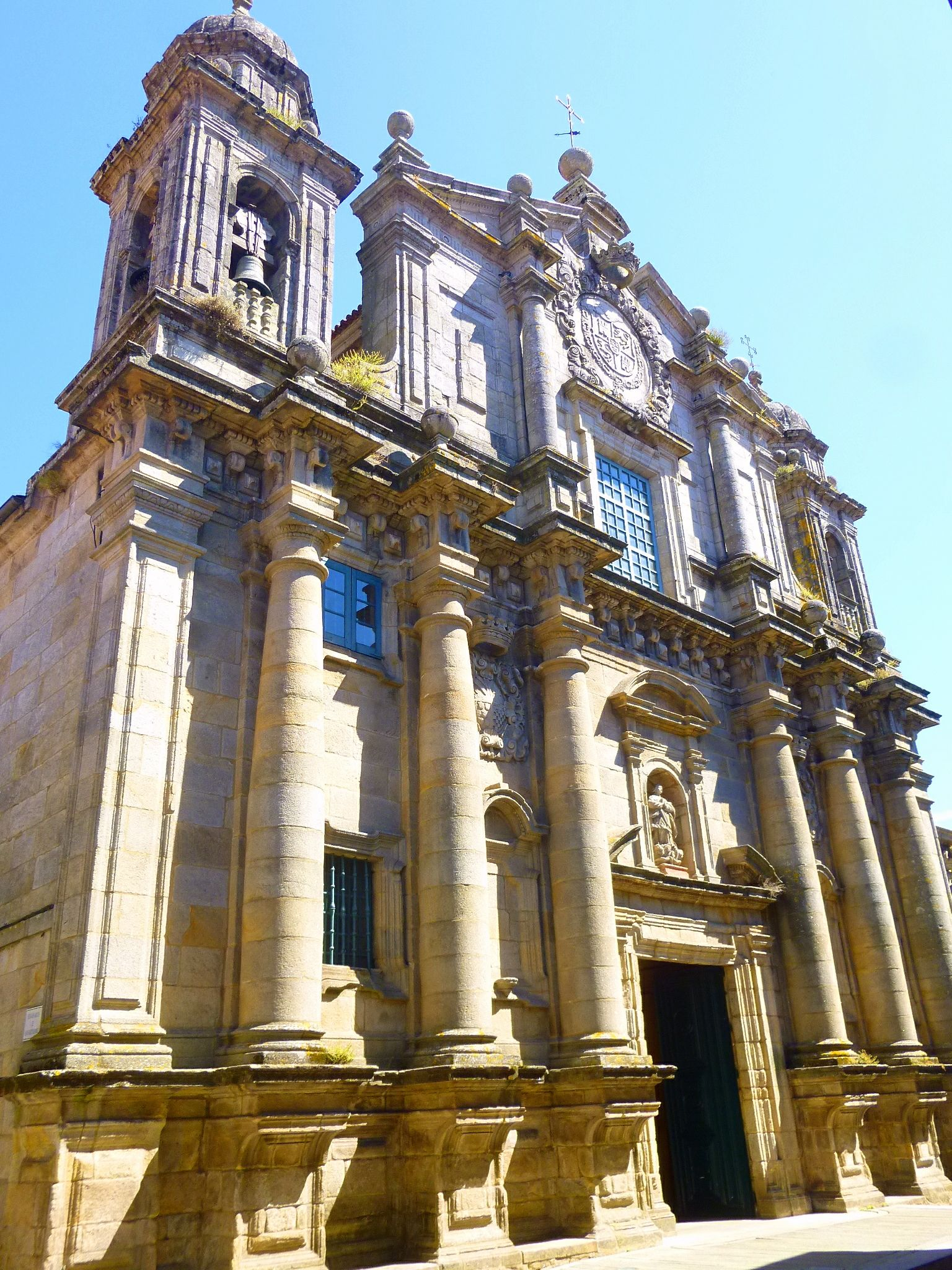
Iglesia de San Bartolomé
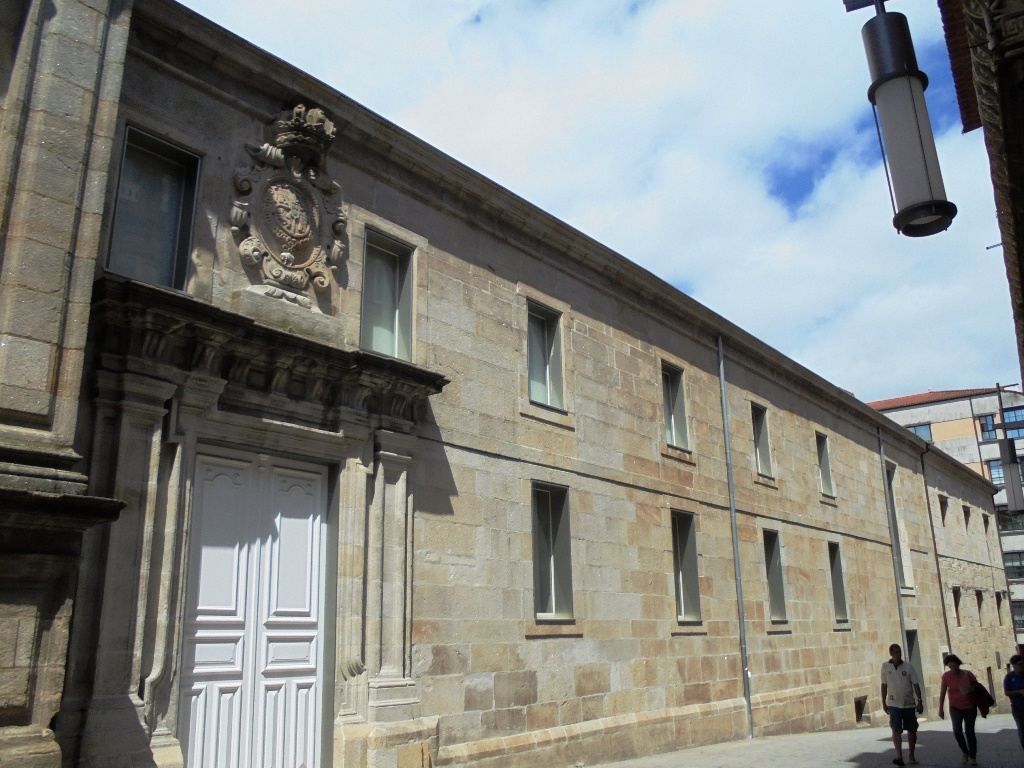
Colegio de la Compañía
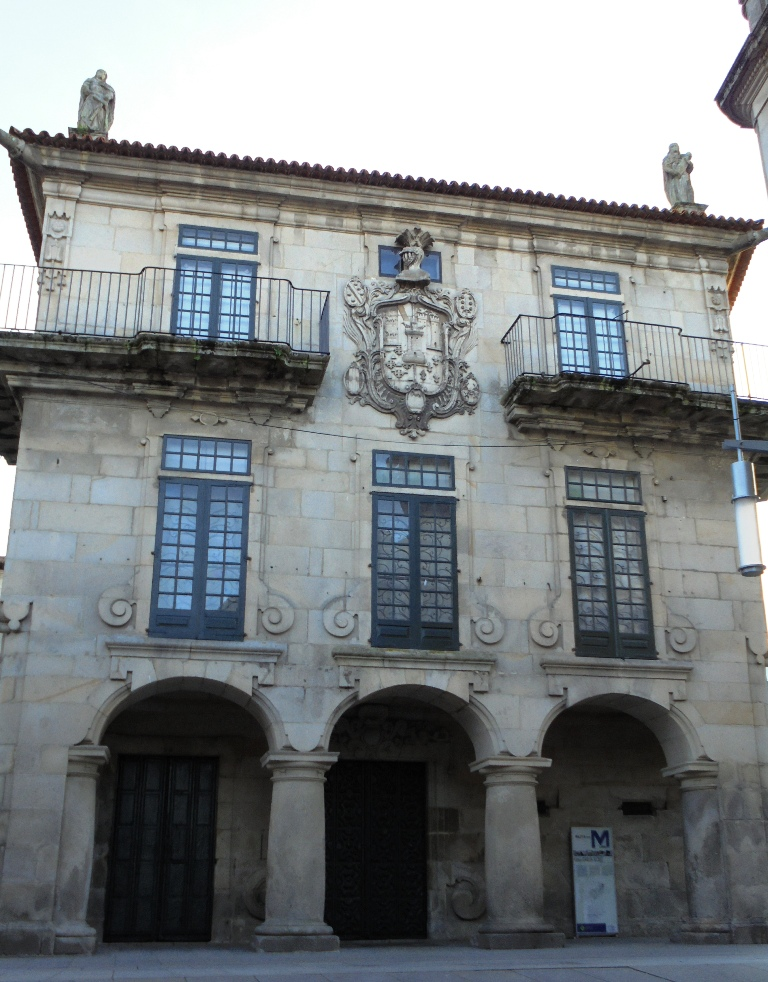
Pazo de García Flórez
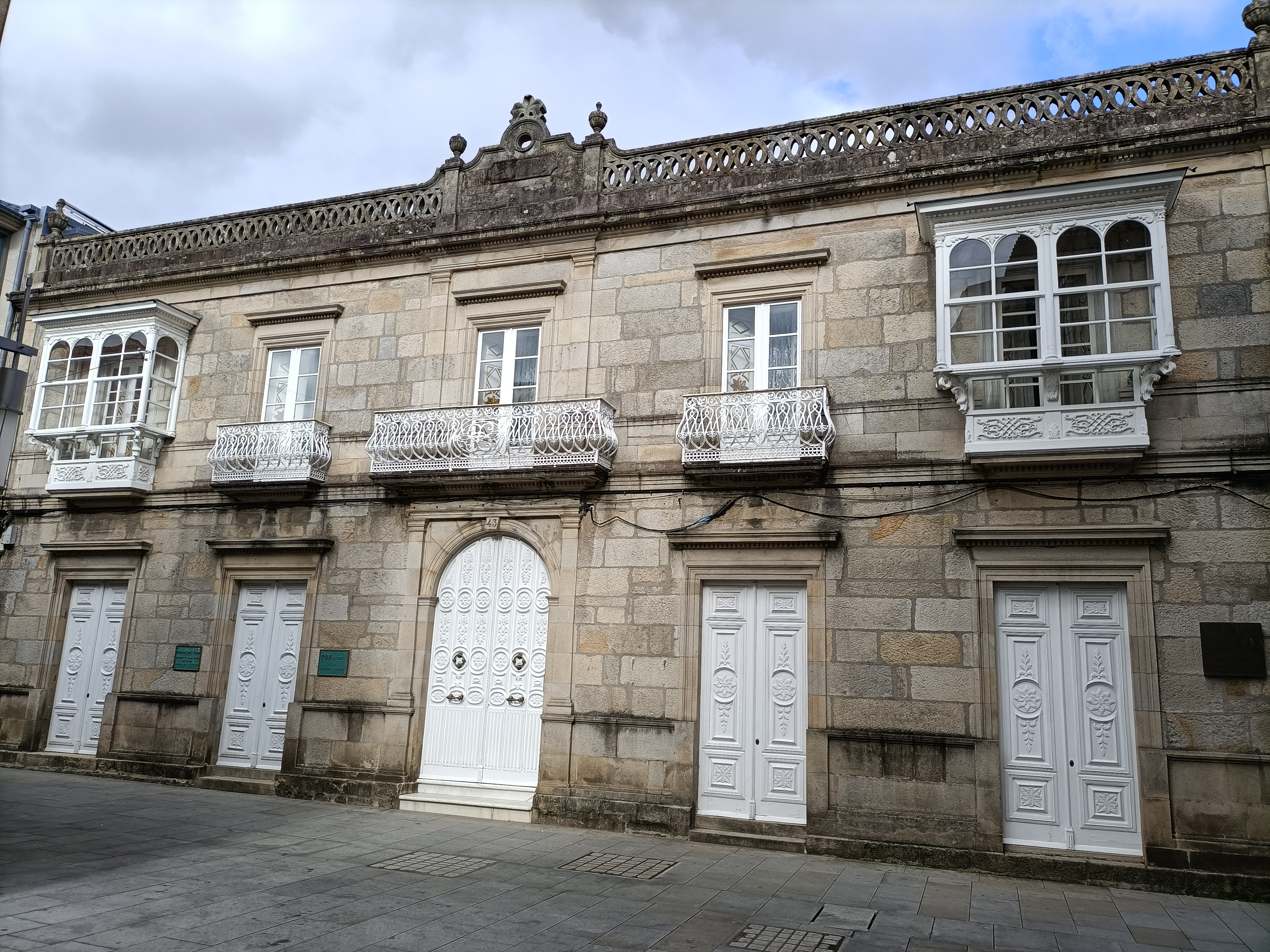
Palacete decimonónico de Bernardo López Abadín
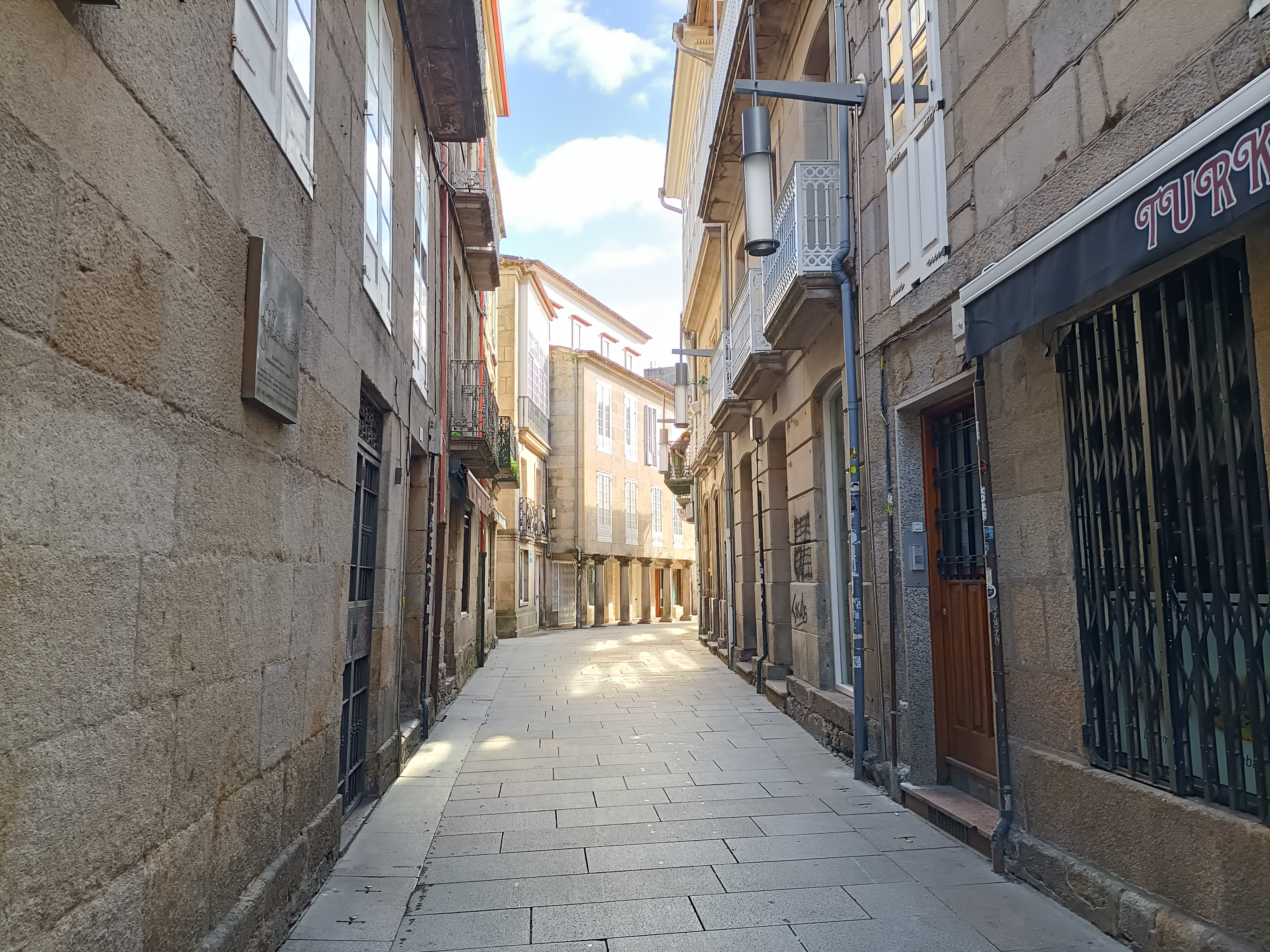
Primer tramo de la calle Sarmiento
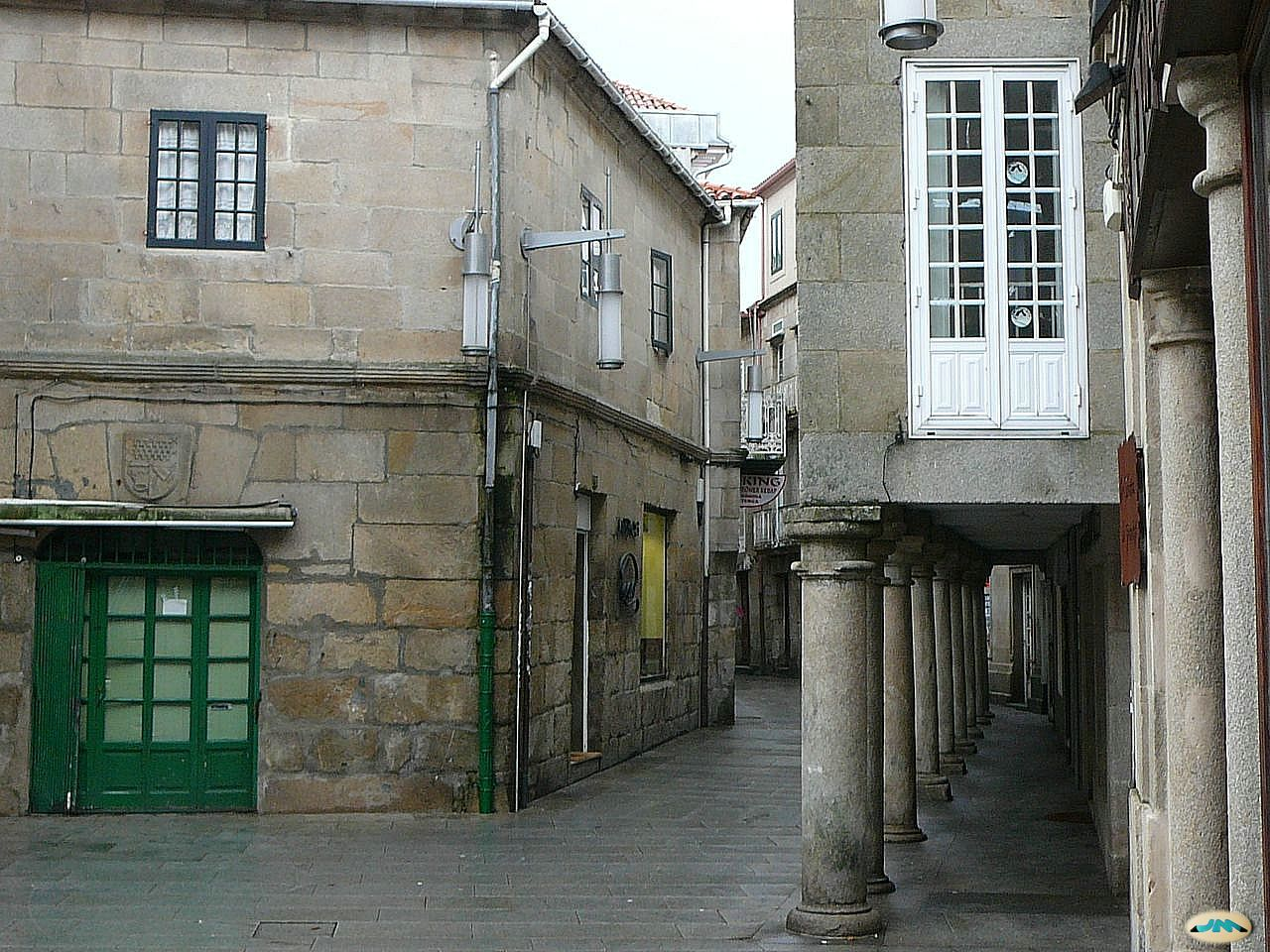
Extremo oeste asoportalado de la calle
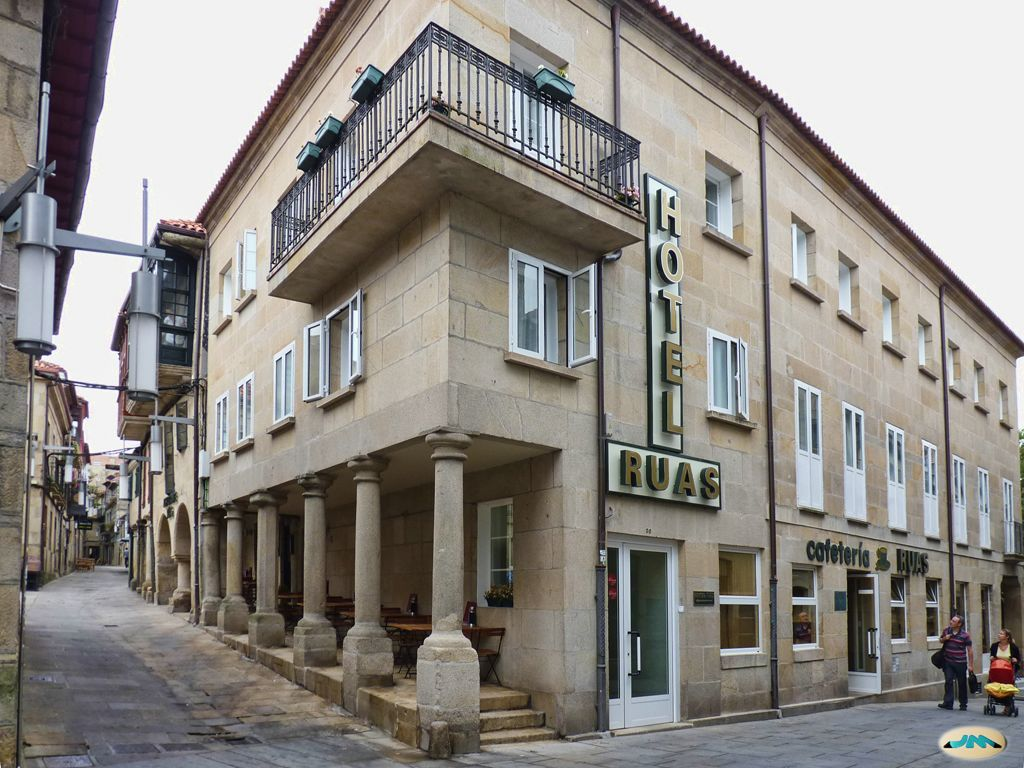
Hotel Rúas en la calle Sarmiento
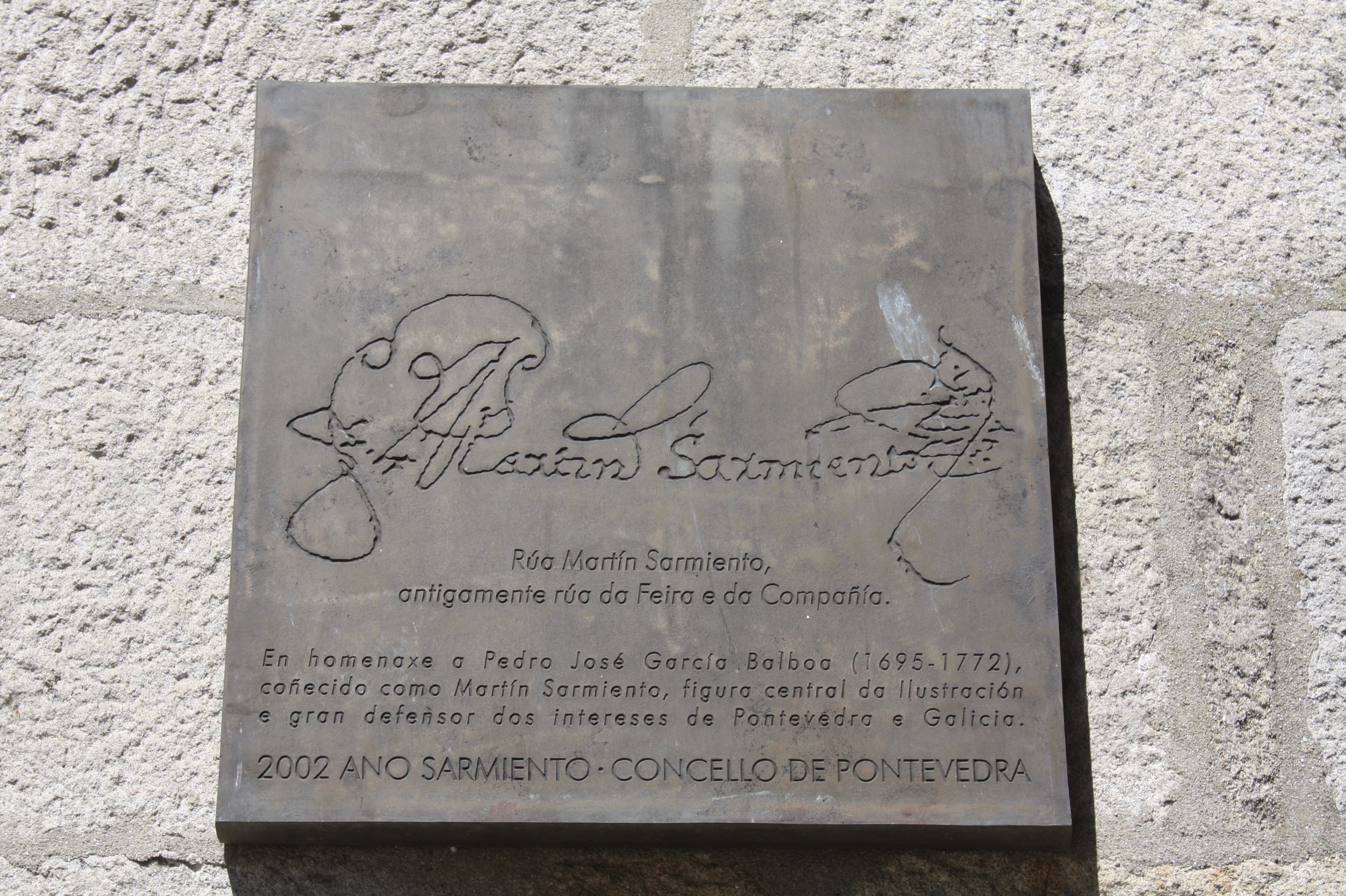
Placa en homenaje a Fray Martín Sarmiento en la calle que lleva su nombre
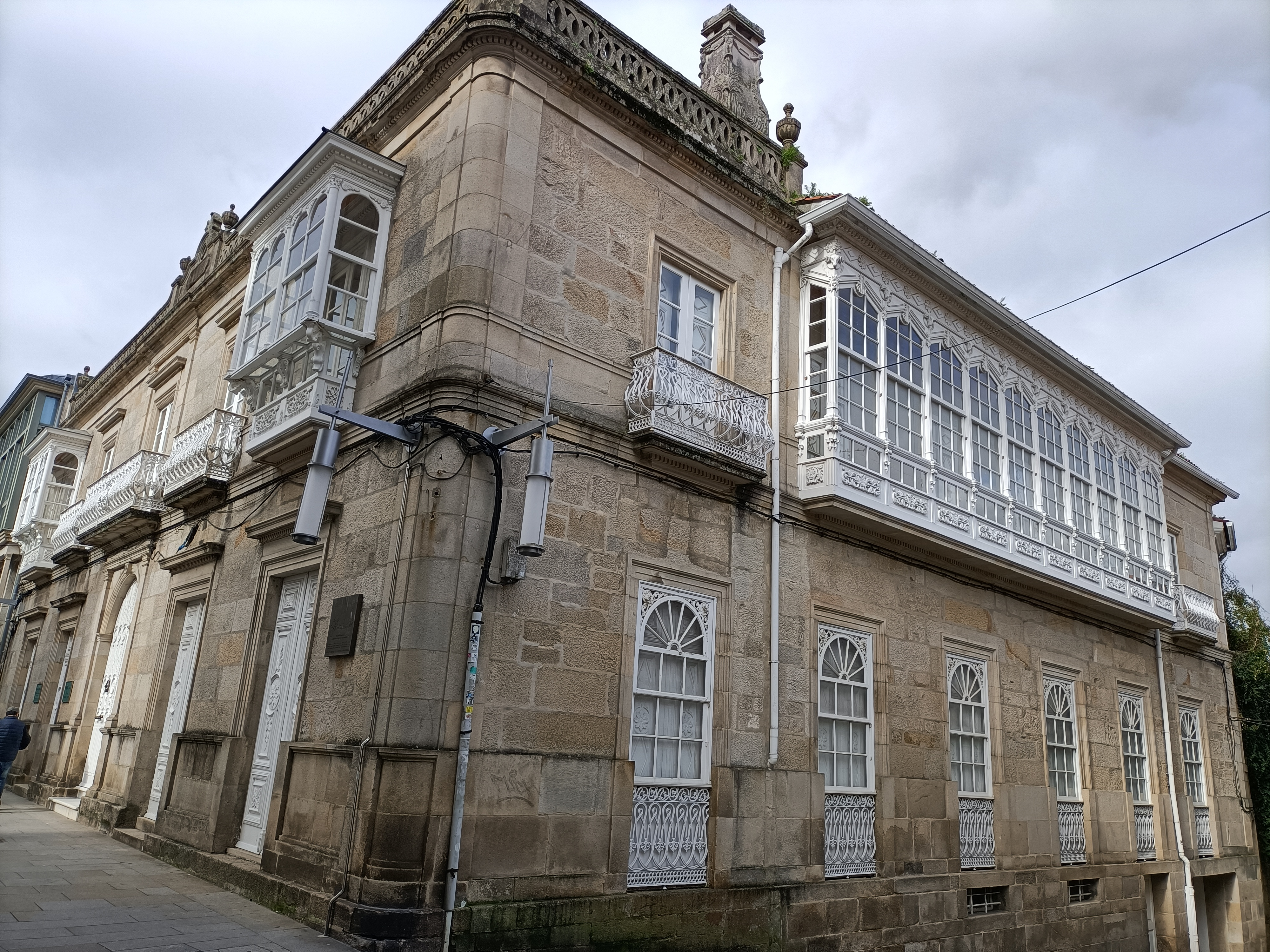
Fachada lateral del palacete decimonónico de Bernardo López con su icónica chimenea y sus galerías
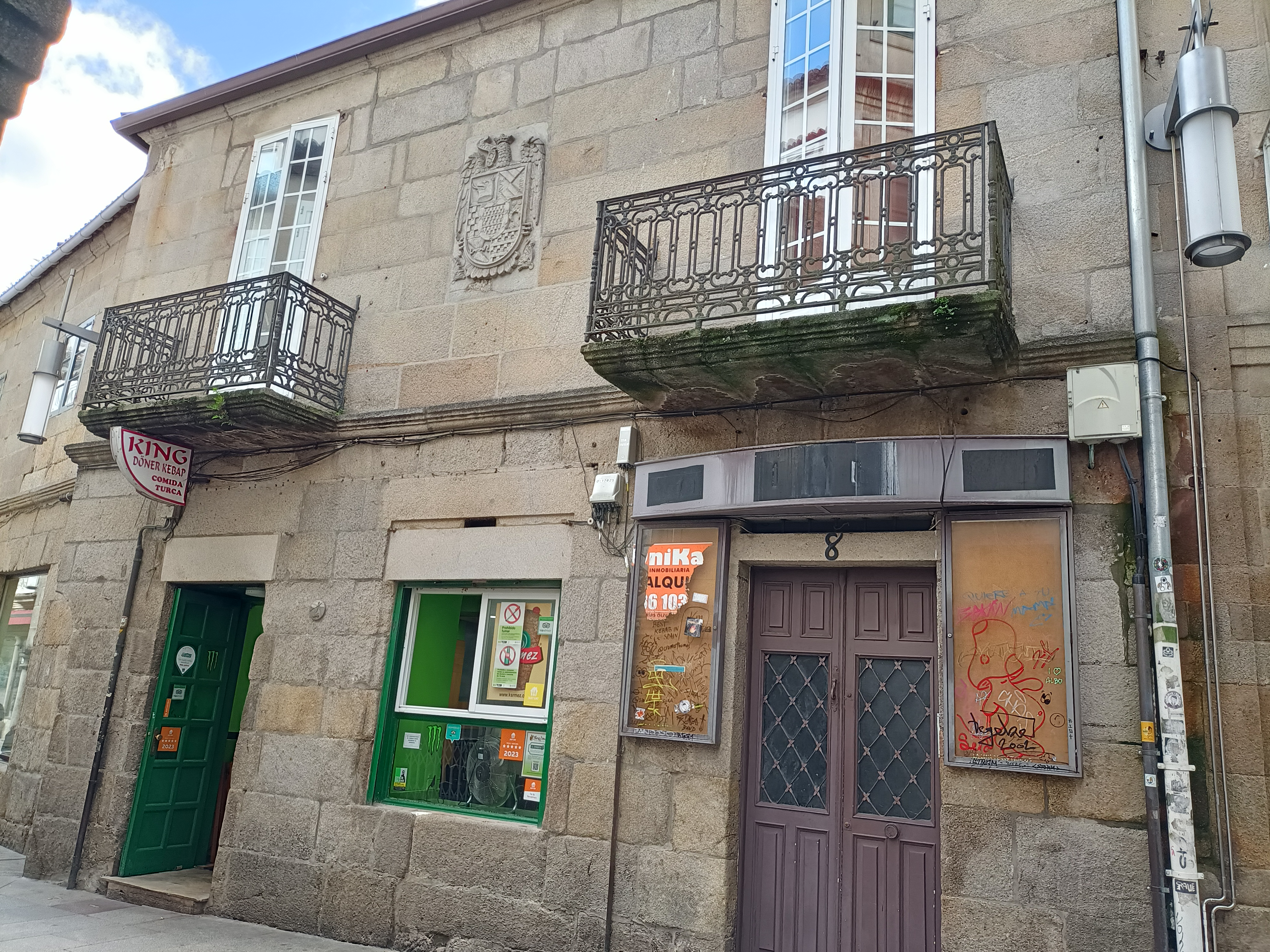
Casa del siglo XVII con el escudo de los Moscoso y de los Mendoza